# Michel Grain
Michel Grain (Saint-Georges-lès-Baillargeaux, 6 ottobre 1942) è un ex ciclista su strada francese, professionista dal 1963 al 1970. Vinse la classifica generale al Grand Prix du Midi Libre nel 1967.

## Palmarès
- 1962 (dilettanti)

Tour des 12 cantons
7ª tappa Route de France
8ª tappa, 2ª semitappa Route de France
- 1963 (Saint Raphael, due vittorie)

1ª tappa Tour d'Eure-et-Loir
3ª tappa Grand Prix de l'Économique
- 1964 (Saint Raphael, una vittoria)

Boucles du Bas-Limousin
- 1967 (Bic, due vittorie)

2ª tappa Grand Prix du Midi Libre (Carcassonne > Valras-Plage)
Classifica generale Grand Prix du Midi Libre
- 1974 (dilettanti)

Prix des foires de Loches
Grand Prix de Montamisé
Prix des vins nouveaux
- 1977 (dilettanti)

Prix des foires de Loches
Grand Prix de Montamisé
Circuit des deux ponts

### Altri successi
- 1965 (Ford France)

Brigueil-le-Chantre
- 1966 (Ford France)

Circuit de la Vienne
- 1967 (Bic)

Grand-Bourg
- 1968 (Bic)

Grand-Bourg
- 1969 (Mercier)

Pluvigner
Valence-sur-Baïse

## Piazzamenti

### Grandi Giri
- Giro d'Italia

1964: 48º
1967: ritirato
- Tour de France

1965: 83º
1966: 66º
1967: 39º
1968: 37º
1970: ritirato (7ª tappa)
- Vuelta a España

1965: 20º
1968: 37º

### Classiche monumento
- Milano-Sanremo

1966: 32º
1967: 40º
- Giro delle Fiandre

1966: 17º
1967: 55º
1968: 37º
- Parigi-Roubaix

1966: 16º
1967: 13º
1968: 15º